# Haită de lupi (tactică navală)
Tactica haitei de lupi (în limbile germană: Rudeltaktik sau Wolfsrudeltaktik, engleză: Wolfpack) se referă la atacul în grup al convoaielor navale ale aliaților în timpul Bătăliei Atlanticului efectuat de submarinele Kriegsmarine  și la atacul submarinelor United States Navy împotriva transporturilor navale Imperiului Nipon în timpul Războiului din Pacific din a doua conflagrație mondială. 

## Contextul general
În timpul primului război mondial, submarinele germane care operau în Marea Mediterană în ultimele luni ale războiului și-au schimbat tacticile de atac, renunțând la acțiunile individuale în favoarea atacurilor coordonate a grupurilor de U-boot. Această schimbare a fost un răspuns la multiplicarea zborurilor de recunoaștere a avioanelor aliate și a fost cu putință datorită perfecționării tehnologice în domeniul transmisiilor radio. Unul dintre comandanții de submarine care au acționat în Marea Mediterană a fost și tânărul de 23 de ani Karl Dönitz, comandantul submarinului U68. Experiența câștigată de Dönitz în luptele din Mediterana l-au făcut pe viitorul Mare amiral să ordone folosirea tacticii „haitei de lupi” în 1935. Amiralul Otto Ciliax, care a commandant în acastă perioadă flota de crucișătoare germane, a criticat tactica „haitei de lupi”, deoarece se baza prea mult pe comunicații radio, ușor de interceptat de inamici. Pe de altă parte, Dönitz a fost entuziasmat de rezultatele obținute în primele exerciții efectuate conform noilor tactici în Marea Nordului. Rezultatele obținute de submariniști, în mod particular de Günther Prien, i-au confirmat lui Dönitz valoarea ridicată a acestei modificări.

## Submarinele germane

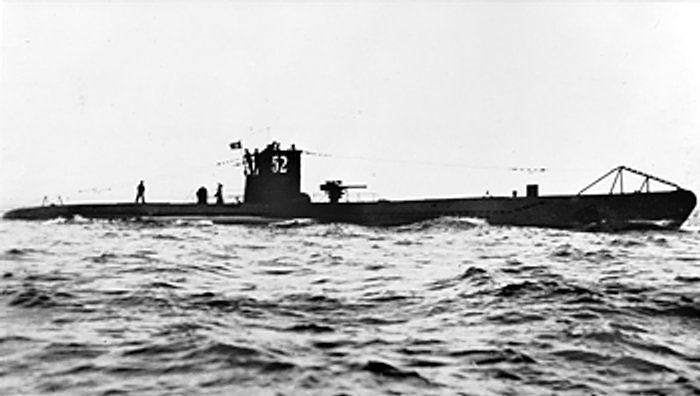
Submarinul german U-52

Karl Dönitz a folosit termenul Rudeltaktik pentru descrierea noilor tactici ale războiului submarine. Traducerea corectă ar fi „tactica de haită”, dar termenul a devenit mai cunoscut prin denumirea în engleză Wolfpack(Wolfsrudel), o interpretarea metaforică, dar incorectă din punct de vedere strict literar. 
Experiența primei conflagrații mondiale a demonstrat că submarinele germane au fost marea amenințare la adresa convoaielor aliate. British Navy și-a echipat ca urmare peste o sută dintre vasele de luptă cu sonare. Dacă în primii ani ai războiului britanicii sarcina urmăririi prin sonar a submarinelor a revenit unui număr redus de vase militare, acest număr a crescut rapid prin transformarea rapidă a unor vase civile de pescuit pentru vânătoarea de U-boot .

### Tactica
Principalul obiectiv al tacticii haitei de lupi a fost asigurarea atacului coordonat a mai multor submarine în același timp asupra convoiului inamic. Pentru asigurarea succesului, submarinele trebuiau să își asigure o superioritate relativă asupra inamicului în momentul atacului. Din acest motiv era preferat atacul comun pe timpul nopții, când siluetele joase ale submarinelor care se apropriau de vasele din convoi era greu de detectat. De obicei, inamicul – de dorit un convoi format din cât mai multe vase de transport – era descoperit de un submarin, dar atacul nu era declanșat până nu se forma o „haită” suficient de puternică. Direcționarea submarinelor spre zona de atac putea fi hotărâtă prin două căi. Una era aceea bazată  pe identificarea inamicului de către un submarin aflat în patrulare, sau de către un avion de recunoaștere. De cele mai multe ori însă, grupurile de submarine se concentrau pentru atac mai întâi pe „masa verde” a Befehlshaber der Unterseeboote (BdU; "Comandantul Submarinelor"), unde se erau primite toate informațiile serviciilor de spionaj ale marinei. 
Odată ajunse în zonă, submarinele nu își coordonau atacurile. Coordonarea efectivă a submarinelor din haită era făcută doar de comandantul care făcuse identificarea inamicului, care asigura orientarea camarazilor săi până în zona de luptă, unde fiecare comandant de U-Boot era liber să acționeze conform condițiilor locale.  
În afară de ordinele directe primite de la BdU, comandanții de U-Boot erau autorizați să atace țintele inamice ori de câte ori considerau posibil. 

### Atacurile
Atacurile submarinelor au fost executate la început la suprafață și de cele mai multe ori pe timpul nopții. La începutul războiului, distrugătoarele aliate de escortă nu dispuneau de instalațiile radar cu care au fost echipate mai târziu și, din acest motiv, submarinele erau extrem de greu de detectat. Vasele aliate erau echipate cu sonare (ASDIC). Deși sonarele identificau vasele U-Boot aflate în submersiune până la o distanță de 1.500, ele nu puteau detecta și submarinele care se deplasau la suprafață..

### Succesele din perioada de început
Până în vara anului 1940, germanii dispuneau de un număr redus de submarine capabile să atace convoaiele aliate în Oceanul Atlantic prin tactica de haită. Construirea de noi submarine și cucerirea porturilor franceze a permis formarea primelor grupuri de submarine care operau în „haite de lupi” . Ca urmare, începând din toamna anului 1940, odată cu apariția atacurilor primelor grupuri de submarine, numărul și capacitate vaselor aliate scufundate a crescut. Dacă în august, ca urmare a atacurilor individuale, au fost scufundate vase aliate cu un total de 267.618 t, utilizarea grupurilor de submarine a făcut ca pierderile aliate  să crească de la 295.335t în septembrie la  352.407 t  o lună mai târziu.  În această perioadă, germanii au pierdut doar două submarine, unul dintre ele (U57) într-o coliziune în Marea Nordului. 

### Contramăsurile aliate

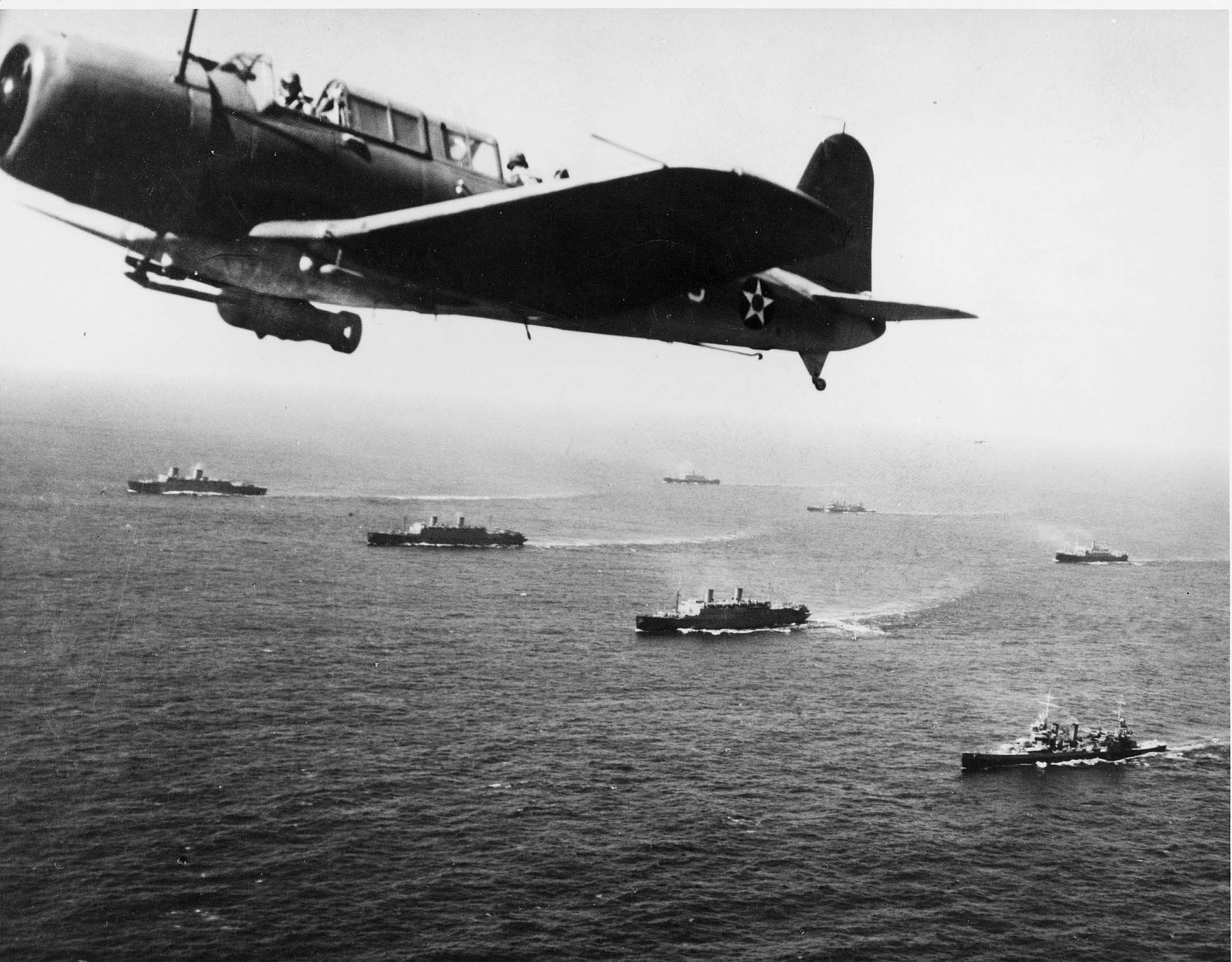
Vase de escortă și avioane antisubmarin în patrulare pentru apărarea unui convoi în deplasare spre Cape Town, noiembrie 1941

Pentru asigurarea siguranței convoaielor, aliații au conceput mai multe măsuri. Ca prim răspuns la atacurile grupurilor de submarine germane, Amiralitatea britanică a organizat cursuri de pregătire a comandanților de nave de escortă care acționau în largul coastelor Scoției și Irlandei în unități militare din Liverpool. Mai apoi, mai multe vase de escortă au fost trimise să patruleze la distanță mare de vasele convoiului. Această măsură avea dezavantajul că, în cazul în care convoiul își schimba direcția de deplasare pentru evitarea unui posibil atac sau a unuia în plină desfășurare, vasele de escortă puteau să se piardă de vasele cărora trebuiau să le asigure protecția. Aliații au început să folosească principala vulnerabilitate a tacticii haitei de lupi – comunicațiile radio necesare coordonării grupului – pentru combaterea submarinelor. Aliați au folosit astfel sistemul de radiogoniometrie High Frequency Direction Finder (HF/DF ori "Huff-Duff") pentru determinarea poziție și atacării submarinelor. Securitatea convoaielor a fost întărită prin folosirea portavioanelor de pe puntea cărora decolau sau baloane captive sau avioane de patrulare dotate radar, care permiteau localizarea submarinelor care se organizau în haită în așteptarea atacului de noapte. 

### Perimarea tacticii „haitei de lupi”
„Tactica haitei de lupi” a fost răspunsul german la folosirea convoaielor de către aliați. Aliații au conceput noi contramăsuri reflectate în scăderea pierderilor proprii și, comparativ, la pierderi masive de submarine până spre sfârșitul anului 1943. Spre sfârșitul anului 1942, acțiunile grupurilor de submarine germane au fost combătute mai eficient odată cu folosirea conjugată a sonarului, a bombardierelor dotate cu radare și proiectoarelor de căutare. Odată cu introducerea de către aliați a sistemului Huff-Duff, folosirea comunicațiilor radio de către submarine în apropierea convoaielor a devenit periculoasă. În plus, decriptarea de către aliați a mesajelor germane transmise cu ajutorul mașinii „Enigma” a făcut ca, spre sfârșitul anului 1943, pierderile convoaielor să scadă semnificativ, iar cele ale submarinelor să crească la niveluri alarmante pentru Kriegsmarine. Cu toate aceste, până la sfârșitul anului 1943, Kriegsmarine a înregistrat, în ciuda pierderilor mari de submarine, un rezultat net favorabil. 
Tacticile de ambalaj a devenit mai puțin importantă decât la sfârșitul anului 1942, radar (bombardierele au fost în primul rând asociate cu lumina de căutare) și sonare (ASDIC)  a fost perfectat de către partea limba engleză și ar putea fi utilizate mai mult și mai mult succes. Cu toate acestea, au existat până la mai 1943 pentru mai multe lupte convoi care au fost decise în ciuda pierderilor mari submarine clar în favoarea germanilor. Odată cu introducerea HFDF-Funkpeilgerätes Huff-Duff de către aliați, sarcina este extrem de periculos pentru a atinge impracticabil pentru distractie barca. Sfârșitul războiului a venit utilizarea pe scară largă a unei dezvoltări submarin secundar (snorkeling, homing torpilă, în liniște barci, capacitatea bateriei) parțial înainte. Spre sfârșitul războiului, germanii au dezvoltat noi dispozitive pentru creșterea eficienței luptei submarine precum au fost un nou tip de horn de aerisire, torpilele teleghidate, motoarele silențioase, bateriile electrice de capacitate sporită etc. 

## Submarinele americane

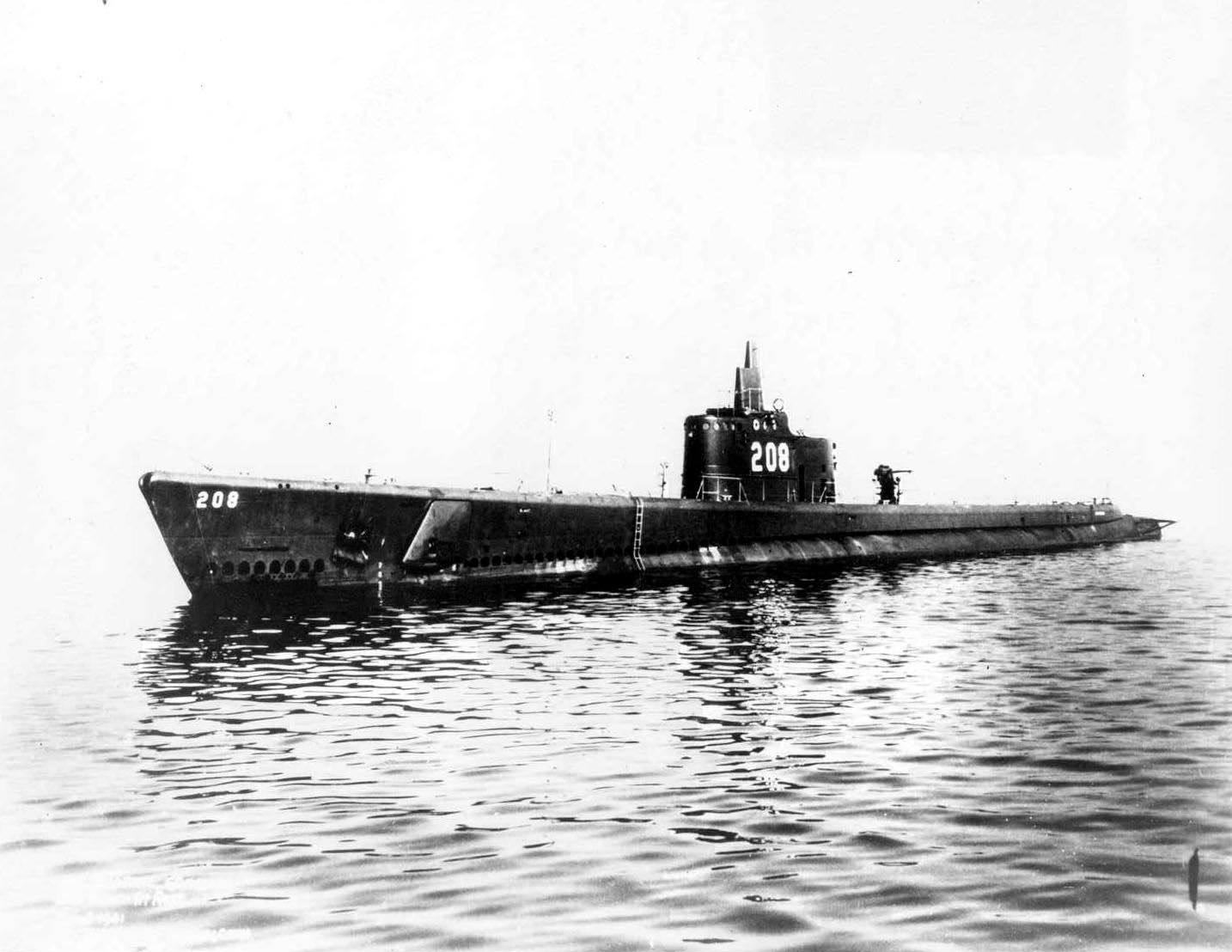
USS Grayback

Americanii au folosit la rândul lor tactica „haitei de lupi”, denumită oficial „grupuri de atac  coordonat”. Aceste grupuri, formate de obicei din trei submarine, patrulau în formație strânsă sub comanda unui comandant șef al grupului.  "Swede" Momsen a fost cel care a pus la punct tactica americană a atacului coordonat și tot el a fost cel care a condus primul astfel de grup format din USS Cero (SS-225), USS Shad (SS-235) și USS Grayback (SS-208) care a plecat din Midway pe 1 octombrie 1943.

## Războiul Rece
Dezvoltarea tehnicilor militare din timpul Războiului Rece a făcut ca tactica „haitei de lupi” să nu mai fie folosită. Submarinele moderne dispuneau de dispozitive de detecție, arme și sisteme de propulsie net superioare celor din timpul celei de-a doua conflagrații mondiale, ceea ce a făcut ca să dispară necesitate operării în grupuri mari. În schimb, SUA și-au desfășurat cu rare excepții submarinele de atac în patrule individuale. Submarinele americane dotate cu rachete balistice au operat tot timpul de unele singure. 

## Perioada de după Războiul Rece
În timpul Războiului din Irak din martie 2003, termenul „haită de lupi” a fost din nou folosit pentru descrierea flota de submarine nucleare americane și britanice de la bordul cărora au fost lansate rachetele „Tomahawk” împotriva țintelor irakiene. USS Providence (SSN-719) a fost primul submarin care și-a lansat întreaga încărcătură de rachete și a primit supranumele de „Big Dog of the Red Sea Wolf Pack” (Marele câine ale haitei din Marea Roșie). 
În ultima vreme, termenul „haita de lupi” a fost folosită pentru descrierii unei posibile tactici iraniene folosite de vasele lansatoare de rachete în cazul unui ipotetic conflict cu U.S. Navy. S-a presupus că iranienii ar putea declanșa un atac masiv al unor vedete rapide lansatoare de rachete sau torpile  împotriva unui număr redus de vase militare americane prin care să depășească capacitatea de foc a sistemului Aegis de apărare împotriva  rachetelor balistice. O asemenea tactică poate fi considerată drept un atac sinucigaș pentru vasele iraniene. 